# Троицкое водохранилище
Троицкое водохранилище — искусственный водоём, созданный в 1960 году на реке Уй на границе Челябинской области России и Костанайской области Казахстана. Водохранилище образовано по окончании строительства плотины Троицкой ГРЭС.

## География
Водохранилище занимает территорию от места впадения реки Увельки в реку Уй до плотины Троицкой ГРЭС (Троицк), на левом берегу находится посёлок Бобровка, на правом — посёлок Кварцитный. Высота водного зеркала — 161 метр над уровнем моря. Полный объём — 45 млн м³, полезный — 22 млн м³. Площадь водного зеркала — 10,85 км².

## Животный мир
Водятся щука, окунь, лещ, судак, чебак, белый амур, плотва, сом канальный, карп, толстолобик, язь, красноперка, выпущен в 2018 году сазан.
За плотиной расположен Троицкий рыбхоз.

## Антропогенная нагрузка
Служит для охлаждения Троицкой ГРЭС и источником питьевого водоснабжения.
В состав гидротехнических сооружений входят: водосливная железо бетонная плотина; 4 насосные станции; 2 открытых отводящих канала (верховой и низовой).